# Татчиха

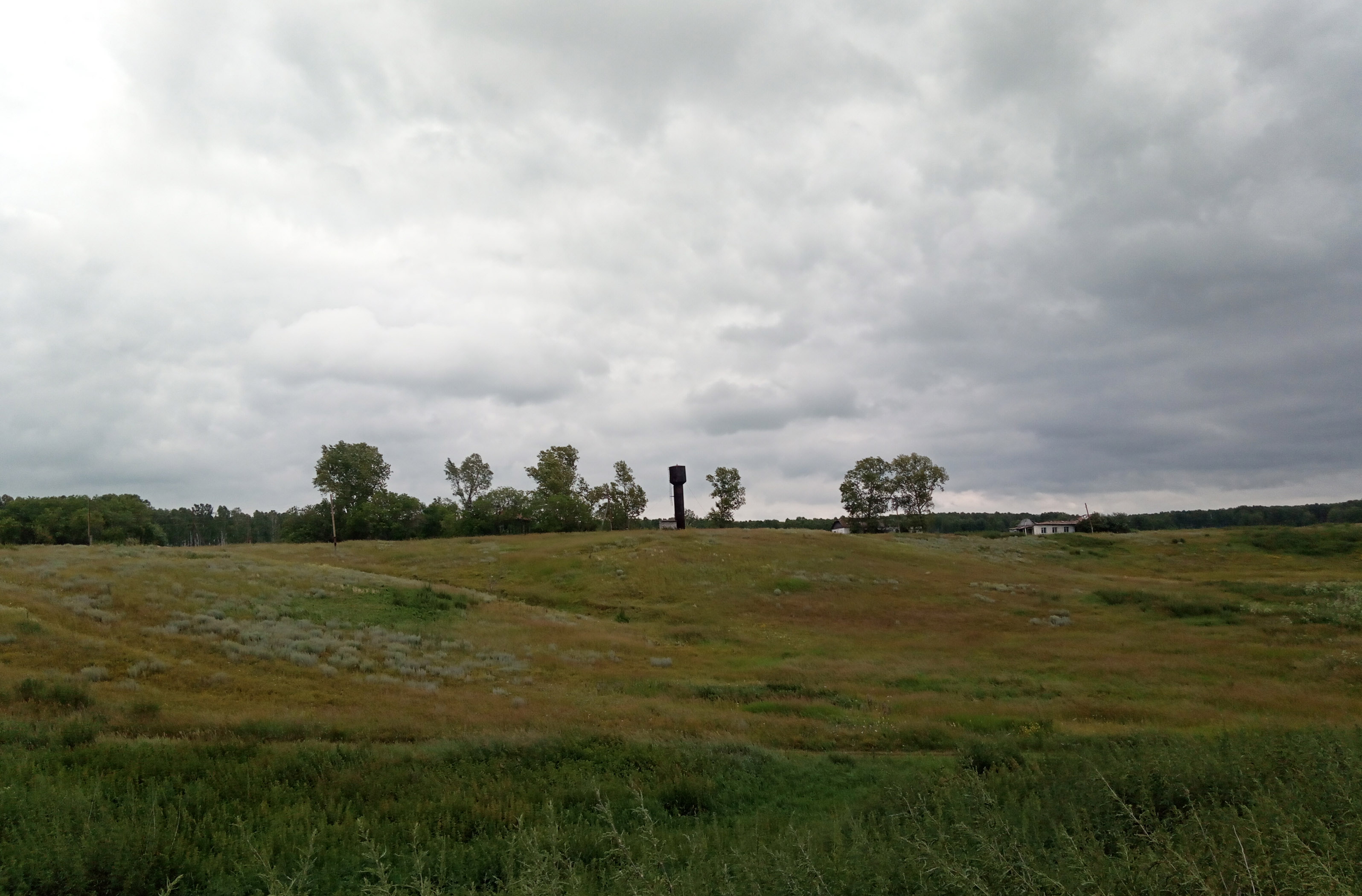

Татчиха — деревня в Сузунском районе Новосибирской области России. Входит в состав Маюровского сельсовета.

## География
Площадь деревни — 21 гектара.

## Население
| 2002 | 2007 | 2010 |
| ---- | ---- | ---- |
| 76   | ↘41  | ↘40  |

## Инфраструктура
В деревне по данным на 2007 год функционирует 1 учреждение здравоохранения.